# August Bodén
Karl Oskar August Bodén, ursprungligen Petersson, född 5 juni 1857 i Sankt Nikolai församling i Stockholm, död 2 augusti 1915 i Adolf Fredriks församling i Stockholm, var en svensk skådespelare och teaterledare. 
Bodén hade ett eget turnerande sällskap, August Bodéns operettsällskap. Han anlitade sångare och skådespelare som Naima Wifstrand, Gösta Ekman och Tollie Zellman.
Han var gift från 1890 med operasångerskan och skådespelaren Alma Bodén (1859–1947), född Sahlberg. De fick barnen Arild Lennart Torsten (1891–1970) och Sixten August Wiking (född 1892).
Bodén avled under en vistelse i Trosa. Han är begravd på Norra begravningsplatsen utanför Stockholm.

## Teater

### Regi
| År   | Produktion                               | Upphovsmän                                                   | Teater        |
| ---- | ---------------------------------------- | ------------------------------------------------------------ | ------------- |
| 1913 | Mikadon The Mikado or The Town of Titipu | W.S. Gilbert och Arthur Sullivan Översättning Ernst Wallmark | Oscarsteatern |

### Scenografi
| År   | Produktion                               | Upphovsmän                                                   | Regi         | Teater        |
| ---- | ---------------------------------------- | ------------------------------------------------------------ | ------------ | ------------- |
| 1913 | Mikadon The Mikado or The Town of Titipu | W.S. Gilbert och Arthur Sullivan Översättning Ernst Wallmark | August Bodén | Oscarsteatern |